# Гарнер (Арканзас)
Гарнер (англ. Garner) — місто (англ. town) в США, в окрузі Вайт штату Арканзас. Населення — 211 особа (2020).

## Географія
Гарнер розташований на висоті 67 метрів над рівнем моря за координатами 35°8′34″ пн. ш. 91°46′44″ зх. д. / 35.14278° пн. ш. 91.77889° зх. д. (35.142758, -91.778855).  За даними Бюро перепису населення США в 2010 році місто мало площу 1,80 км², з яких 1,67 км² — суходіл та 0,13 км² — водойми.

## Демографія
Згідно з переписом 2010 року, у місті мешкали 284 особи в 97 домогосподарствах у складі 70 родин. Густота населення становила 158 осіб/км².  Було 107 помешкань (59/км²). 
Расовий склад населення:
| - 79,6 % — білих - 2,1 % — корінних американців - 0,7 % — чорних або афроамериканців - 0,4 % — азіатів - 15,8 % — осіб інших рас |

До двох чи більше рас належало 1,4 %. Іспаномовні складали 17,6 % від усіх жителів.
За віковим діапазоном населення розподілялося таким чином: 32,4 % — особи молодші 18 років, 58,8 % — особи у віці 18—64 років, 8,8 % — особи у віці 65 років та старші. Медіана віку мешканця становила 29,3 року. На 100 осіб жіночої статі у місті припадало 110,4 чоловіків;  на 100 жінок у віці від 18 років та старших — 111,0 чоловіків також старших 18 років.
Середній дохід на одне домашнє господарство  становив 53 936 доларів США (медіана — 49 375), а середній дохід на одну сім'ю — 56 051 долар (медіана — 56 875). Медіана доходів становила 39 167 доларів для чоловіків та 15 417 доларів для жінок. За межею бідності перебувало 9,5 % осіб, у тому числі 8,3 % дітей у віці до 18 років та 8,6 % осіб у віці 65 років та старших.
Цивільне працевлаштоване населення становило 93 особи. Основні галузі зайнятості: роздрібна торгівля — 21,5 %, освіта, охорона здоров'я та соціальна допомога — 19,4 %, виробництво — 18,3 %.
За даними перепису населення 2000 року в Гарнері мешкало 284 особи, 83 родини, налічувалося 103 домашніх господарств і 113 житлових будинків. Середня густота населення становила близько 158 осіб на один квадратний кілометр. Расовий склад Гарнера за даними перепису розподілився таким чином: 95,07 % білих, 1,06 % — чорних або афроамериканців, 3,87 % — представників змішаних рас.
Іспаномовні склали 1,06 % від усіх жителів містечка.
З 103 домашніх господарств в 40,8 % — виховували дітей у віці до 18 років, 66,0 % представляли собою подружні пари, які спільно проживали, в 11,7 % сімей жінки проживали без чоловіків, 19,4 % не мали сімей. 18,4 % від загального числа сімей на момент перепису жили самостійно, при цьому 7,8 % склали самотні літні люди у віці 65 років та старше. Середній розмір домашнього господарства склав 2,76 особи, а середній розмір родини — 3,08 особи.
Населення містечка за віковим діапазоном за даними перепису 2000 року розподілилося таким чином: 28,9 % — жителі молодше 18 років, 4,9 % — між 18 і 24 роками, 33,1 % — від 25 до 44 років, 20,8 % — від 45 до 64 років і 12,3 % — у віці 65 років та старше. Середній вік мешканця склав 34 роки. На кожні 100 жінок в Гарнері припадало 98,6 чоловіків, у віці від 18 років та старше — 94,2 чоловіків також старше 18 років.
Середній дохід на одне домашнє господарство в містечкі склав 24 688 доларів США, а середній дохід на одну сім'ю — 28 393 долара. При цьому чоловіки мали середній дохід в 24 375 доларів США на рік проти 18 750 доларів середньорічного доходу у жінок. Дохід на душу населення в містечкі склав 11 015 доларів на рік. 12,3 % від усього числа сімей в окрузі і 19,2 % від усієї чисельності населення перебувало на момент перепису населення за межею бідності, при цьому з них були молодші 18 років і 15,8 % — у віці 65 років та старше.